# C'était un rendez-vous
C'était un rendez-vous (tradução em português: "Foi um encontro") é um curta-metragem francês de 1976 dirigido por Claude Lelouch, que mostra uma viagem em alta velocidade por Paris.

## Roteiro
O filme mostra uma viagem de oito minutos por Paris nas primeiras horas (05h30) de uma manhã de domingo de agosto (quando grande parte de Paris está em férias de verão), acompanhada por sons de motor em alta rotação, mudanças de marcha e guinchos pneus. Ele começa em um túnel do Paris Périphérique em Porte Dauphine, com uma vista a bordo de um carro invisível saindo de uma estrada de acesso à Avenue Foch. Pontos de referência famosos como o Arco do Triunfo, Palais Garnier e Place de la Concorde com seu obelisco são passados, bem como a Champs-Élysées. Os pedestres são ultrapassados, pombos nas ruas estão espalhados, semáforos vermelhos são ignorados, ruas de mão única são dirigidas para o lado errado, linhas centrais são cruzadas e o carro circula na calçada para evitar um caminhão de lixo. O carro nunca é visto porque a câmera parece estar presa abaixo do para-choque dianteiro (a julgar pelas posições relativas de outros carros, o feixe de luz visível e a foto final quando o carro está estacionado em frente a um meio-fio em Montmartre, com a famosa Basílica do Sacré-Cœur atrás e fora de cena). Aqui, o motorista desce e abraça uma jovem loira enquanto os sinos tocam ao fundo, com o famoso cenário de Paris.

## Produção
Realizado em uma única tomada, é um exemplo de cinéma vérité. A duração do filme foi limitada pela curta capacidade do rolo de filme de 35 mm de 1 000 pés e filmado com uma câmera (supostamente) giro-estabilizada montada no para-choque de um Mercedes-Benz 450SEL 6.9. Surgiu uma foto que parece revelar uma câmera Eclair cam-flex 35mm com uma lente grande angular e uma montagem rígida "speed rail" típica - sem giroscópios - em uma Mercedes. Este modelo, que poderia atingir uma velocidade máxima de 235 km/h (146 mph), estava disponível apenas com uma transmissão automática de três velocidades. Lelouch dirigia seu próprio carro e afirmou que a velocidade máxima alcançada foi em torno de 200 km/h na avenida Foch de 1,3 km. Lelouch também afirmou durante um documentário de "making of" que a trilha sonora foi dublada com o som da Ferrari 275GTB de Lelouch, que tem o número correspondente de marchas e um som V12 bastante distinto de qualquer V8, incluindo o V8 de 6,9 litros de o suposto carro-câmera da Mercedes.
No percurso escolhido, havia duas pessoas que sabiam esperar Lelouch. Primeiro foi Élie Chouraqui, sua primeira assistente, que foi postada com um walkie-talkie na Rue de Rivoli, atrás da passagem em arco que saía dos jardins do palácio do Louvre, com a intenção de ajudar o motorista no único cruzamento cego (arco); no entanto, Lelouch revelou que os rádios falharam, e se Chouraqui tivesse tentado avisá-lo sobre um pedestre, a mensagem não teria sido recebida. De qualquer forma, o semáforo naquele cruzamento estava verde. A outra pessoa que sabia de sua chegada era a namorada de Lelouch, Gunilla Friden. Ele disse a ela que chegaria em dez minutos no Sacré-Cœur e pediu que ela aparecesse quando ele chegasse.

## Lançamento do DVD
Em 2003, o documentarista Richard Symons contatou Claude Lelouch e após seis meses de árduas conversas, convenceu de que o filme deveria ser restaurado de seu negativo original de 35 mm e relançado em DVD. A empresa Spirit Level Film de Symons agora distribui o DVD em todo o mundo.

## Rota

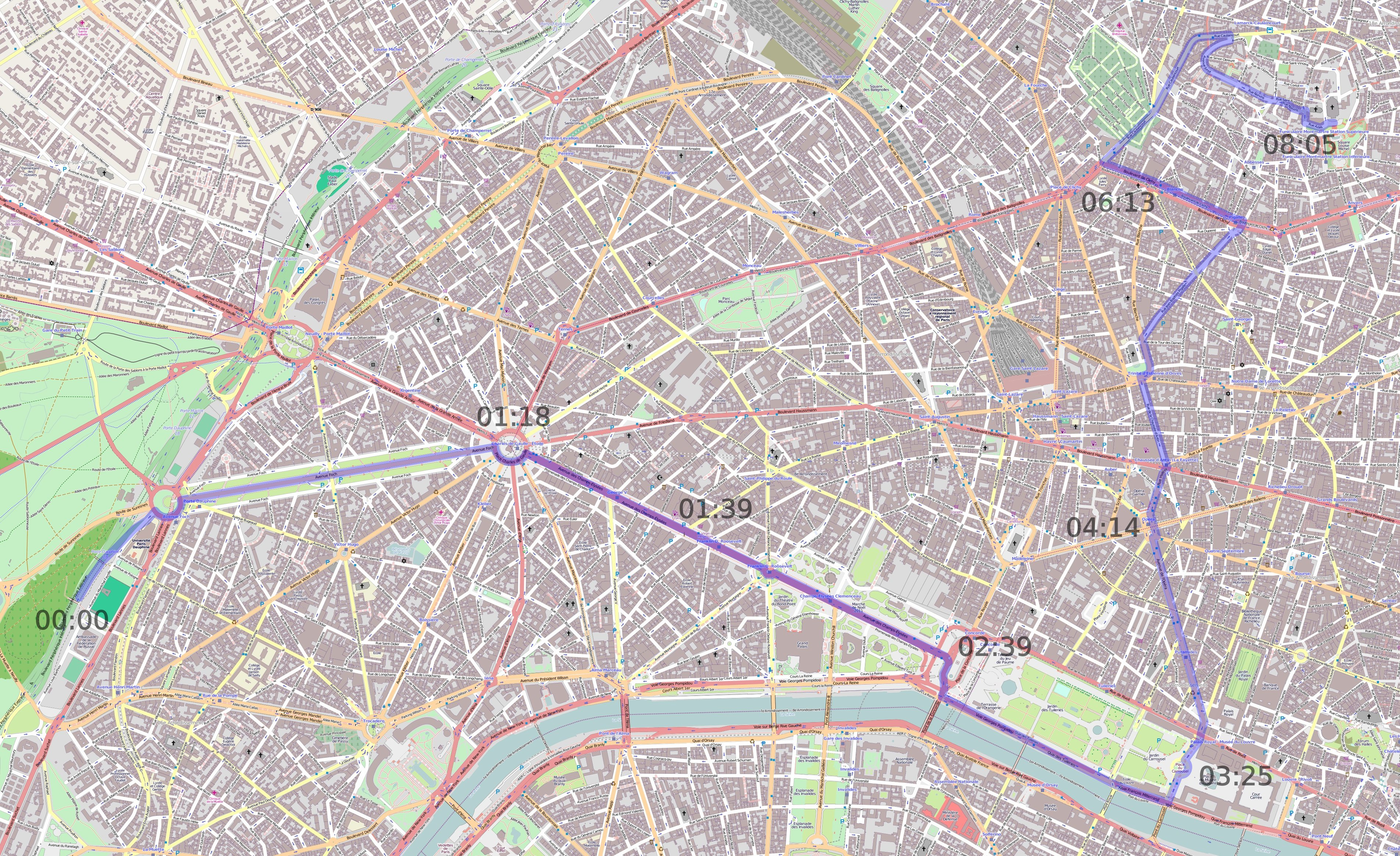
Rota em um mapa

O trajeto era o seguinte: Bd Périphérique (saídas em Porte Dauphine) · Av Foch · Pl Charles de Gaulle · Av des Champs-Elysées · Pl de la Concorde · Quai des Tuileries · Pl du Carrousel · R de Rohan · Av de l ' Ópera · Pl de l'Opéra · Fromental Halévy · R de la Chausée d'Antin · Pl d'Estienne d'Orves · R Blanche · R Pigalle · Pl Pigalle · Bd de Clichy · (curva abortada em R Lepic) · R Caulaincourt · Av Junot · Pl Marcel Aymé · R Norvins · Pl du Tertre · R Ste-Eleuthère · R Azais · Pl du Parvis du Sacré Cœur. O percurso tem 10,597 km de extensão, o que indica uma velocidade média de aproximadamente 80 km/h (50 mph).

## Críticas
Comentários atribuídos a Lelouch indicam que ele reconhece a "indignação moral" do público sobre seu método de filmagem. Afirma ainda que estava preparado para correr riscos ao fazer o filme, mas que também estava disposto a largar caso se deparasse com algum risco inesperado (pedestre, obstáculo, etc.).

## Na cultura popular
Em 2003, a Nissan lançou um DVD promocional do novo (na época) 350Z, intitulado The Run. Apresentava várias imagens de câmeras de um 350Z cor de cobre dirigindo pelas ruas de Praga, terminando com um encontro com uma bela mulher, uma óbvia homenagem a Lelouch.
No final de 2009, um curta-metragem chamado The Fast and the Famous, dirigido por Jeremy Hart, foi lançado no YouTube. O filme apresenta Jay Leno ao volante de um Mercedes-Benz SLS AMG. Durante seu circuito de Mulholland Drive, Laurel Canyon Boulevard, Sunset Boulevard, Beverly Drive e Coldwater Canyon Drive, Leno faz várias referências ao clássico filme de Lelouch.
Em 2013, Phoenix usou o filme como pano de fundo para shows ao vivo durante a música "Love Like a Sunset Part I".

## Remake
Em 2020, Lelouch filmou um 'remake' do filme com a assistência da Ferrari intitulado Le Grand Rendez-vous, desta vez ambientado em Mônaco em vez de Paris e estrelado pelo piloto monegasco Charles Leclerc. As filmagens para a nova versão aconteceram no circuito fechado de Mônaco em 24 de maio de 2020 e apresenta Leclerc dirigindo uma Ferrari SF90 Stradale. O filme estreou em 13 de junho de 2020.